# Brathähnchen

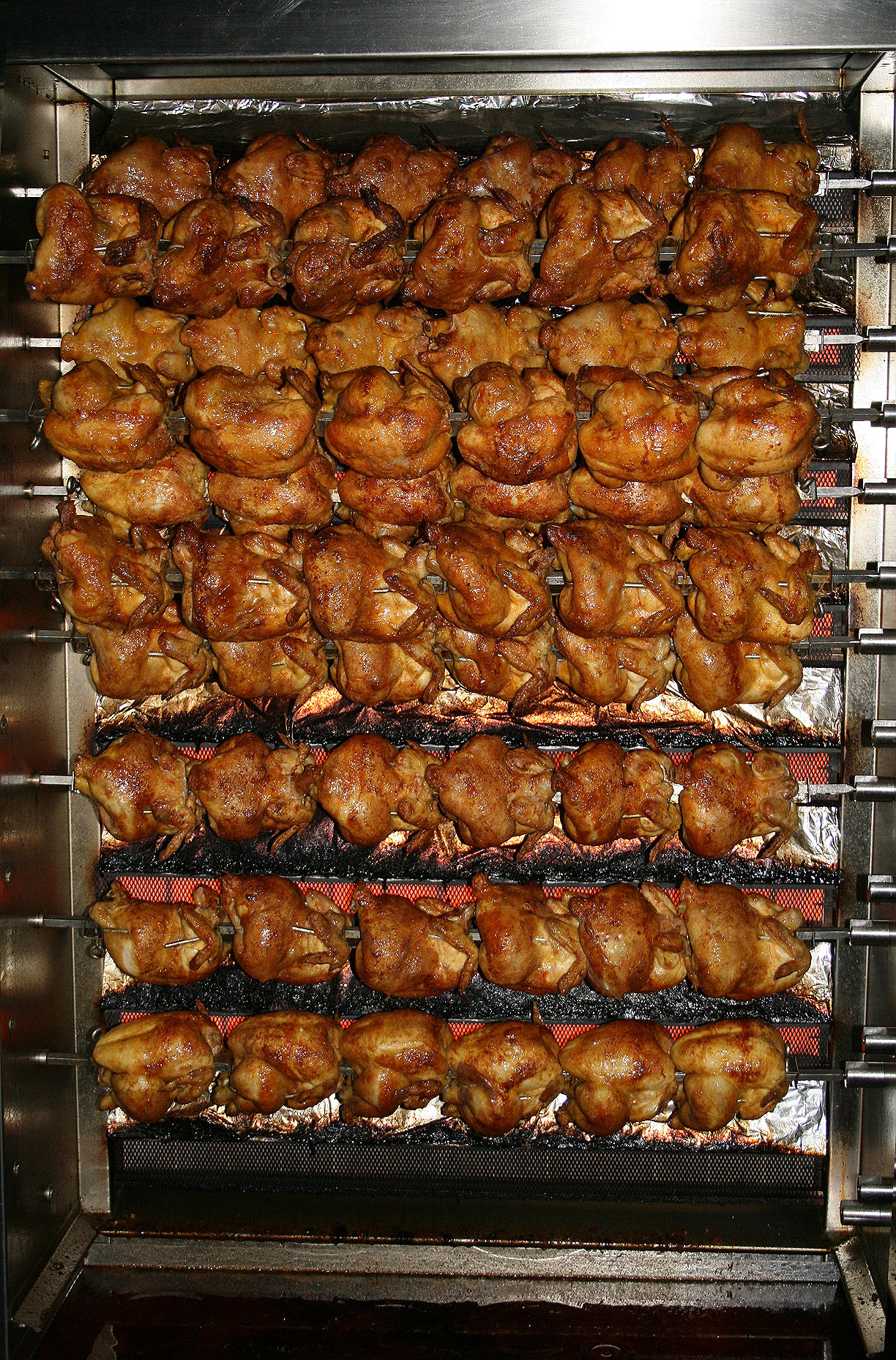
Brathähnchen am Spieß

Ein Brathähnchen (auch Grillhähnchen, Broiler, Hähnchen, Hendl, Poulet, Geggele, Giggerl, Gockel, Gickel oder Göckele) ist ein geschlachtetes Jungmasthuhn im unzubereiteten oder im bereits gebratenen Zustand. Als Brathähnchen werden für den Handel heute meist spezielle Mastrassen und deren Hybriden mit einer Lebendmasse bis 1550 Gramm verwendet und in einem Alter von 35 bis 40 Tagen geschlachtet, also vor Erreichen der Geschlechtsreife. Daneben gibt es, in der Regel von Bauernhöfen, auch Hähnchen von Zweinutzungshühnern. Trotz des Ausdrucks Hähnchen kann es sich dabei auch um weibliche Tiere handeln. Eine Ausnahme bilden die Roaster, männliche Broiler, die bis zu 70 Tage gemästet werden, um ein Schlachtgewicht von vier Kilogramm zu erreichen; aus ihrem Fleisch werden verschiedene Produkte hergestellt. Die Hähnchen haben ein zartes helles Fleisch, eine dünne Haut mit wenig subkutanem Fett. Brustbeinfortsatz, Sitzbein und Schambein sind in diesem Alter noch biegsam und elastisch.

## Verkehrsbezeichnungen
Nach der Verordnung über gesetzliche Handelsklassen für geschlachtetes Geflügel und für Geflügelteile  werden in Deutschland Hühner in Brathähnchen (Poulets) und Suppenhühner eingeteilt. Daneben gibt es auch noch die Bezeichnung Poularde für ein schwereres Hähnchen. In Österreich lautet die Verkehrsbezeichnung stattdessen „Jung- (Mast-)Hühner“ und Suppenhühner.
Während in der österreichischen Küche das Backhendl bevorzugt wird, hat sich in der deutschen Küche das gebratene oder gegrillte Hähnchen seit dem 19. Jahrhundert zum beliebtesten Geflügelgericht entwickelt, das mittlerweile vor allem an Imbissständen fertig zubereitet verkauft wird. Brathähnchen war lange Zeit das populärste Gericht der franchise System- bzw. Schnellgastronomiekette Wienerwald. Eine schnelle Art, ein aufgeschnittenes Hähnchen zu braten, nennt man auf Englisch Spatchcock.
Die amerikanischen Hühnchengerichte Fried Chicken und Hot Chicken bestehen dagegen aus Hähnchenteilen, die zuerst mit einer Marinade umhüllt und dann frittiert werden.
Weitere internationale Variationen des gebratenen Hähnchens, bzw. Gerichte aus gebratenen Hähnchenteilen sind:
- Arroz con Pollo (Lateinamerika, Spanien)
- Buldak (Südkorea)
- Dschudsche Kabāb (Iran)
- Gai yang (Thailand)
- Yakitori (Japan)

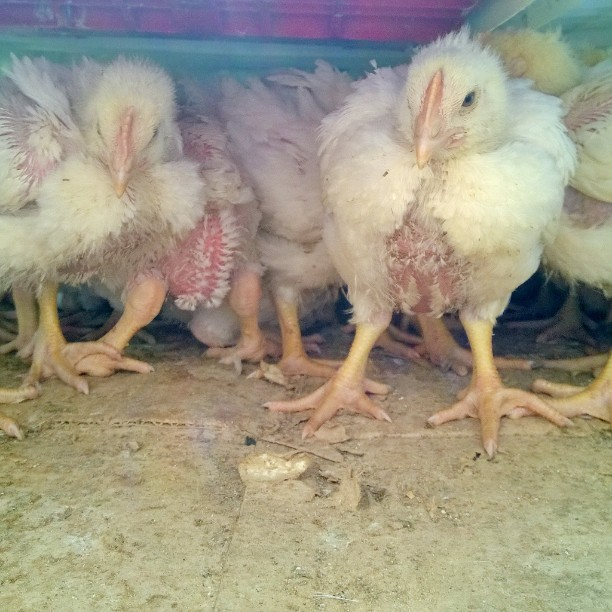
Lebende Broiler
Bratfertiges Hähnchen
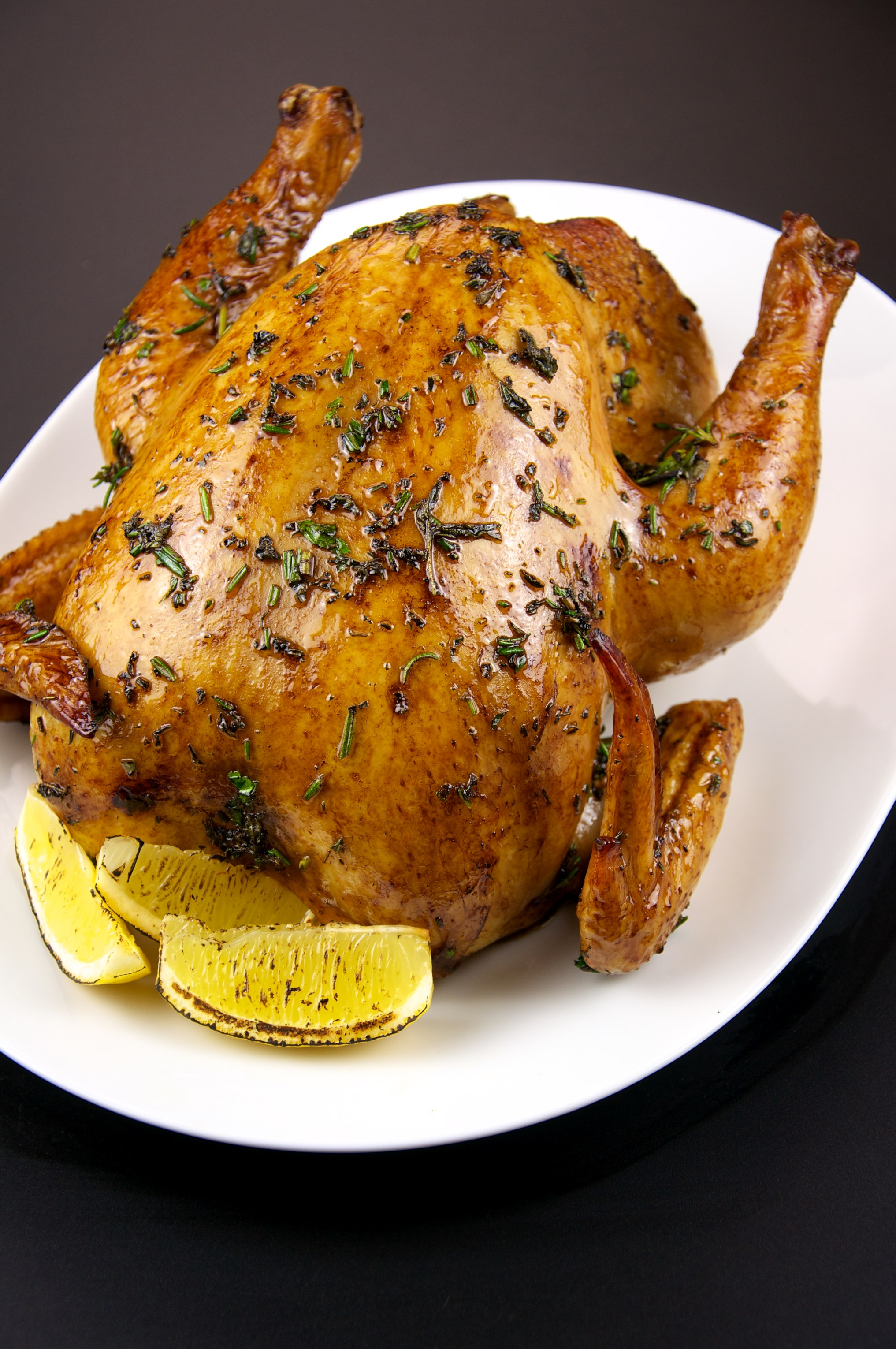
Gebratenes Hähnchen
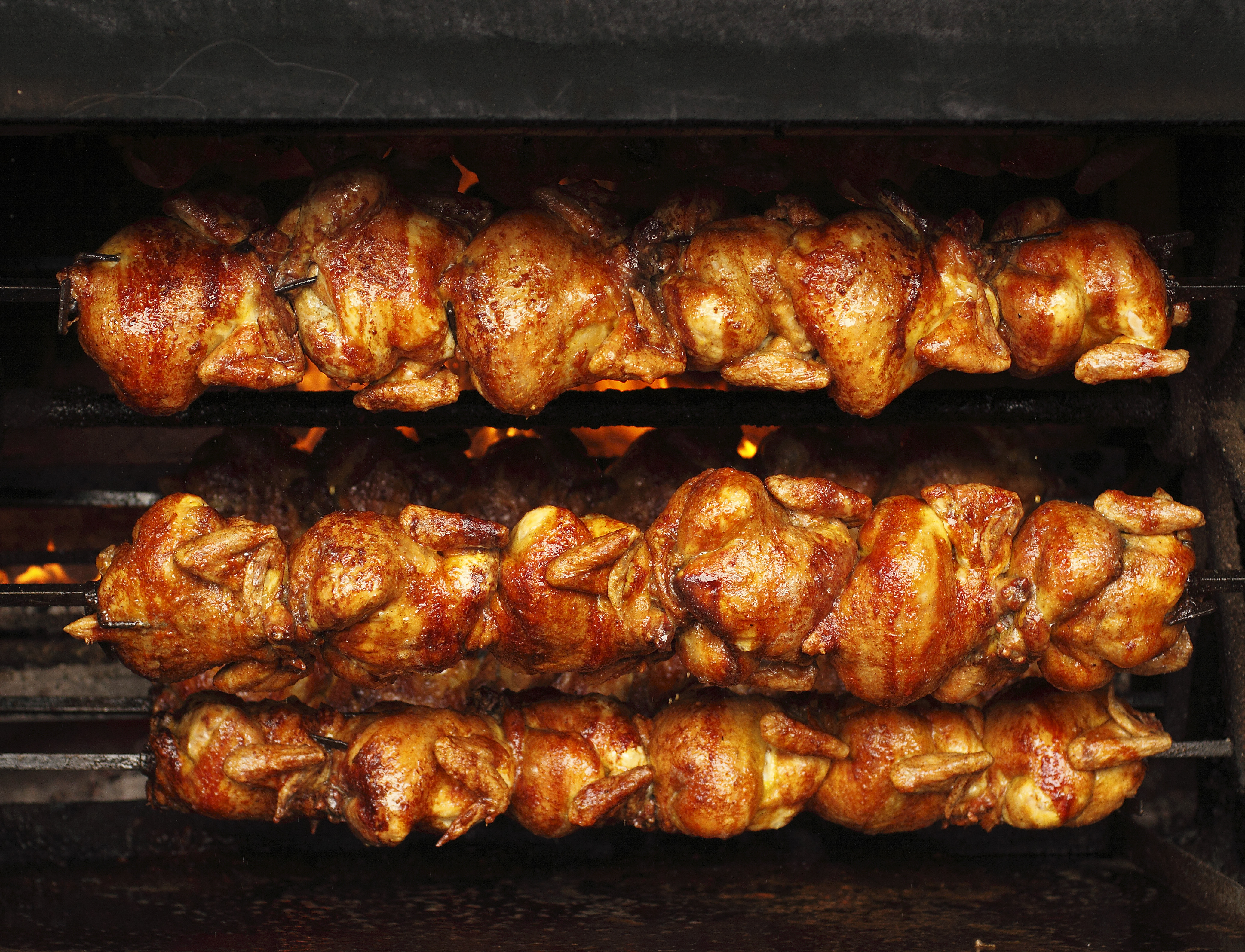
Brathähnchen am Spieß
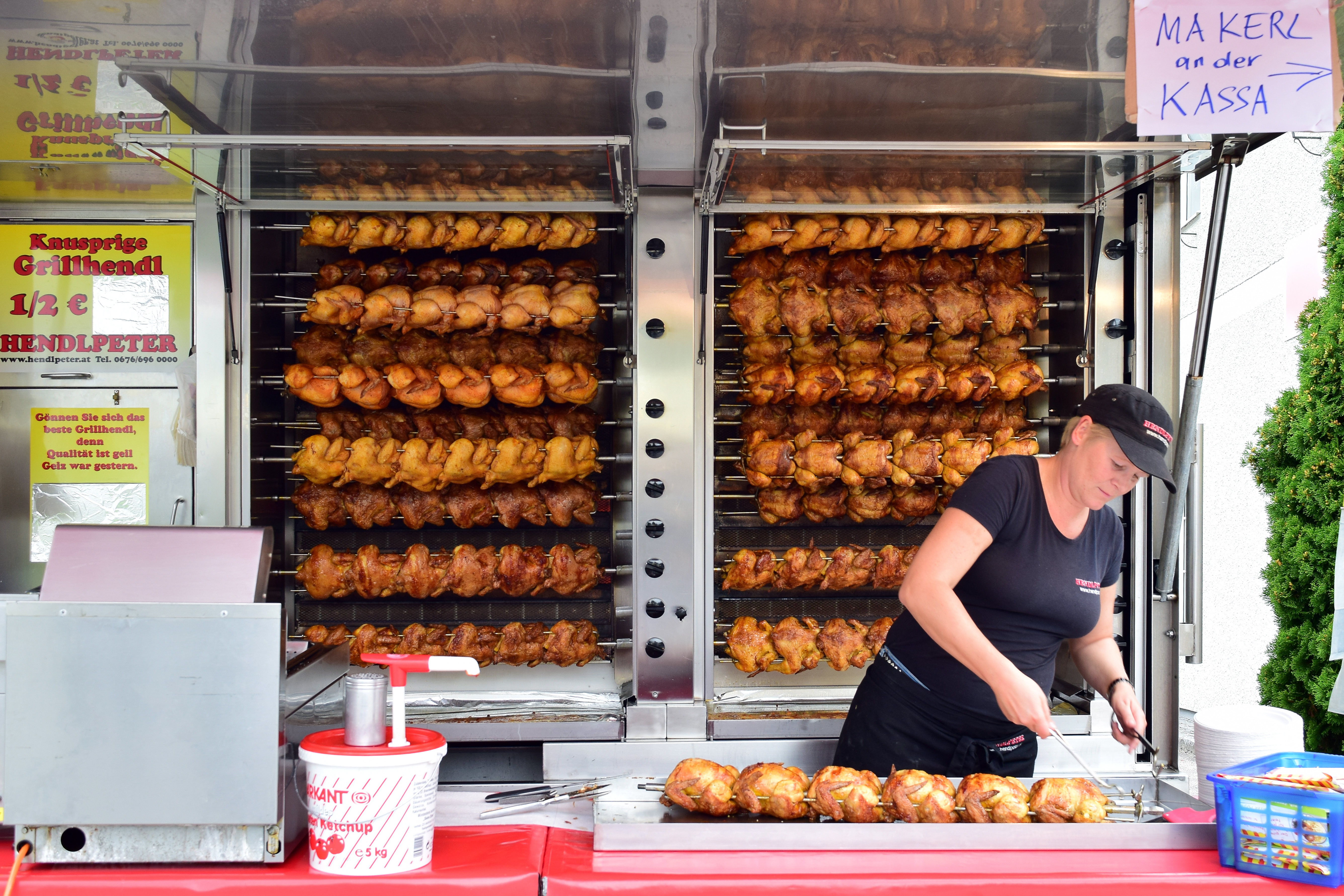
Brathähnchenstand

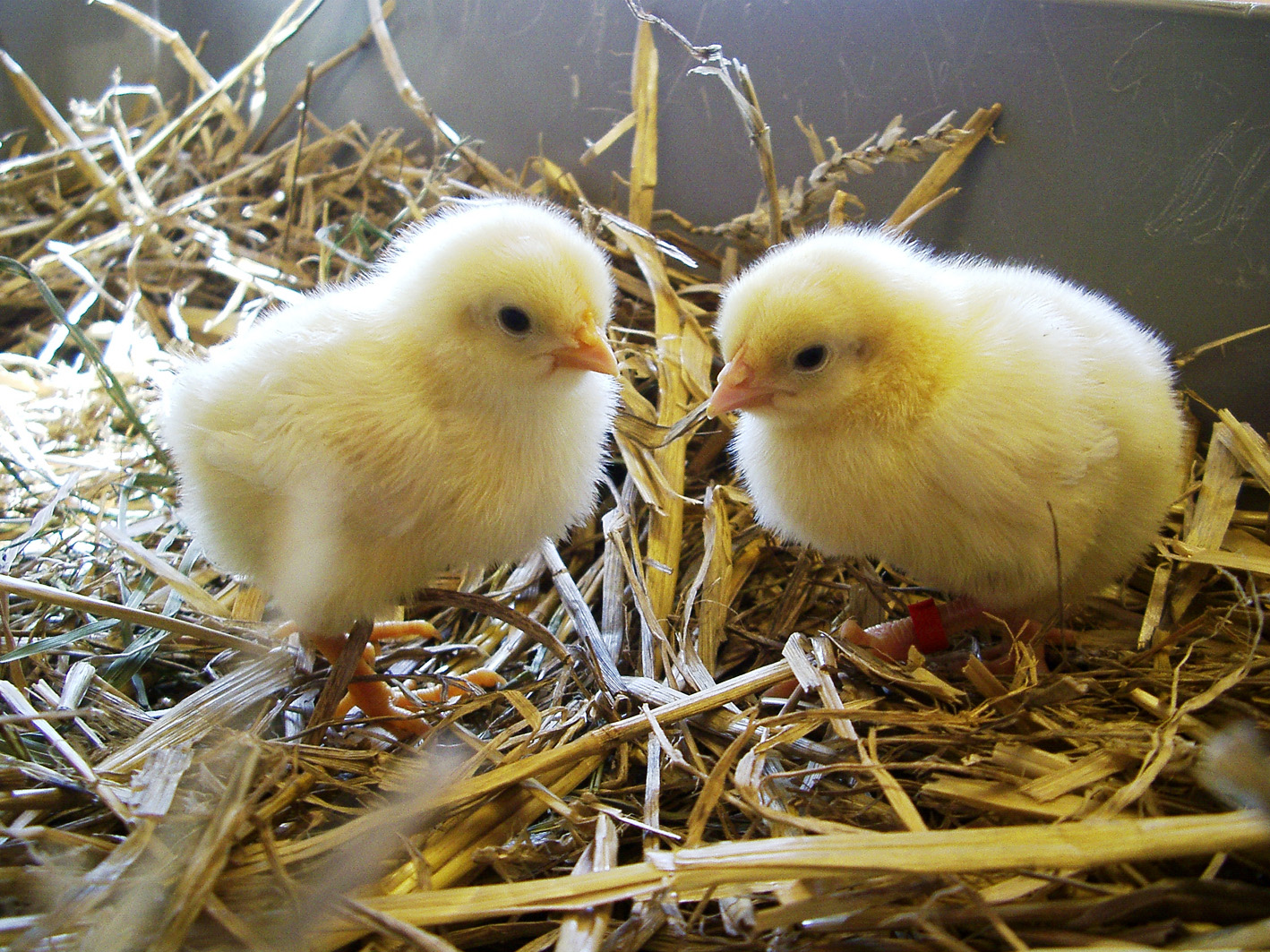
Vergleich der Entwicklung einer Legehybride zu der einer Masthybriden. 3. Tag
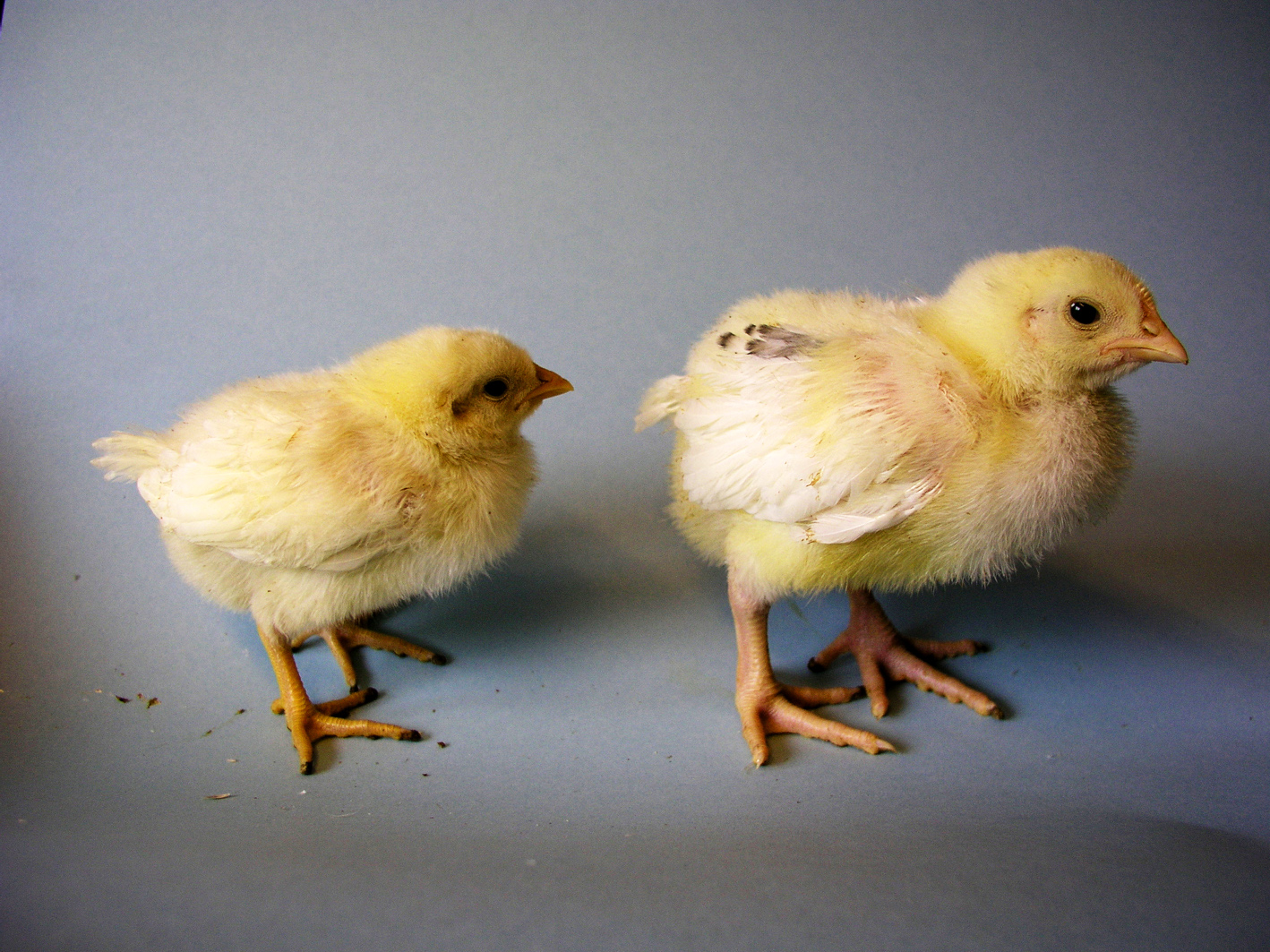
12. Tag
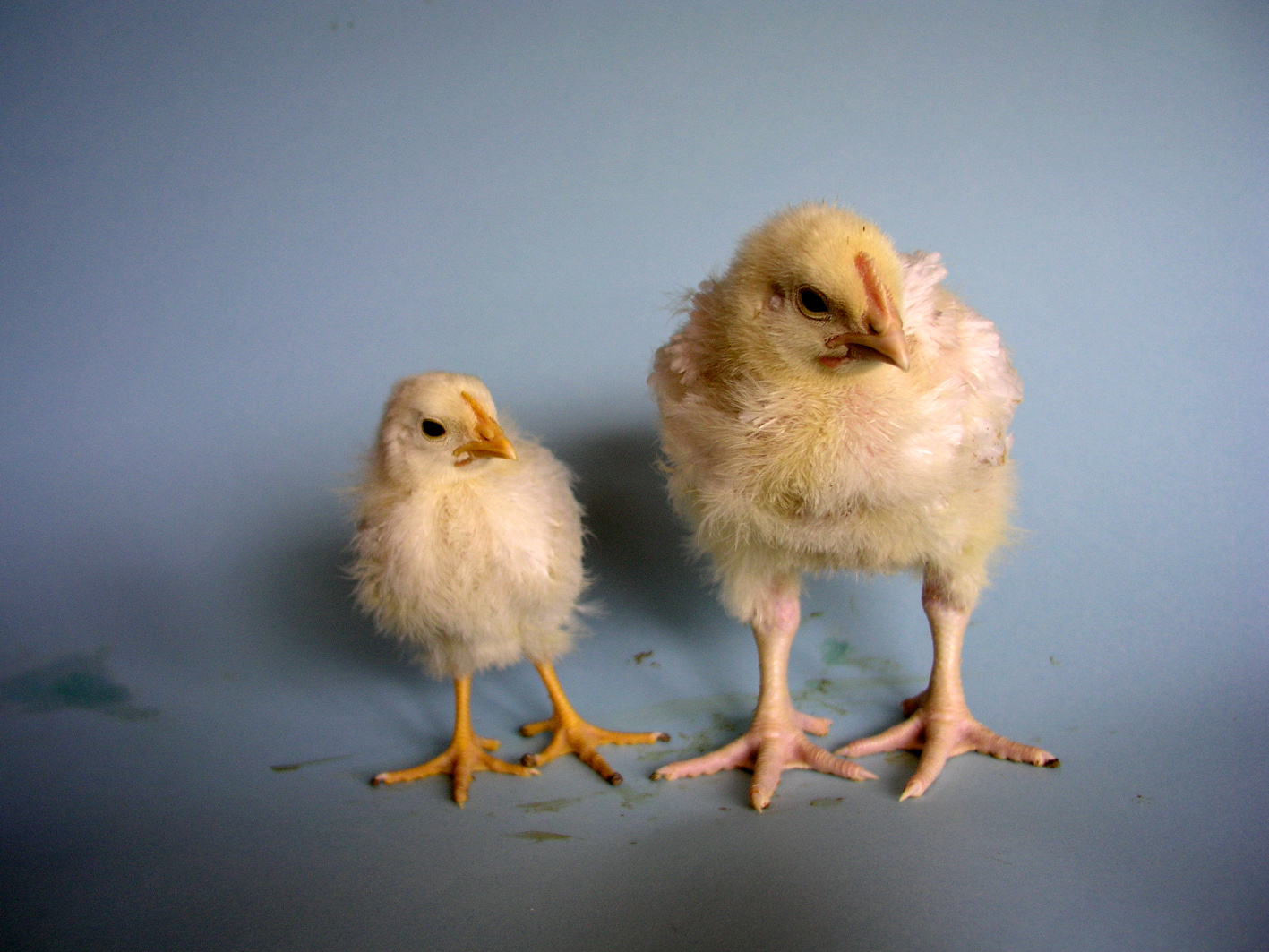
18. Tag
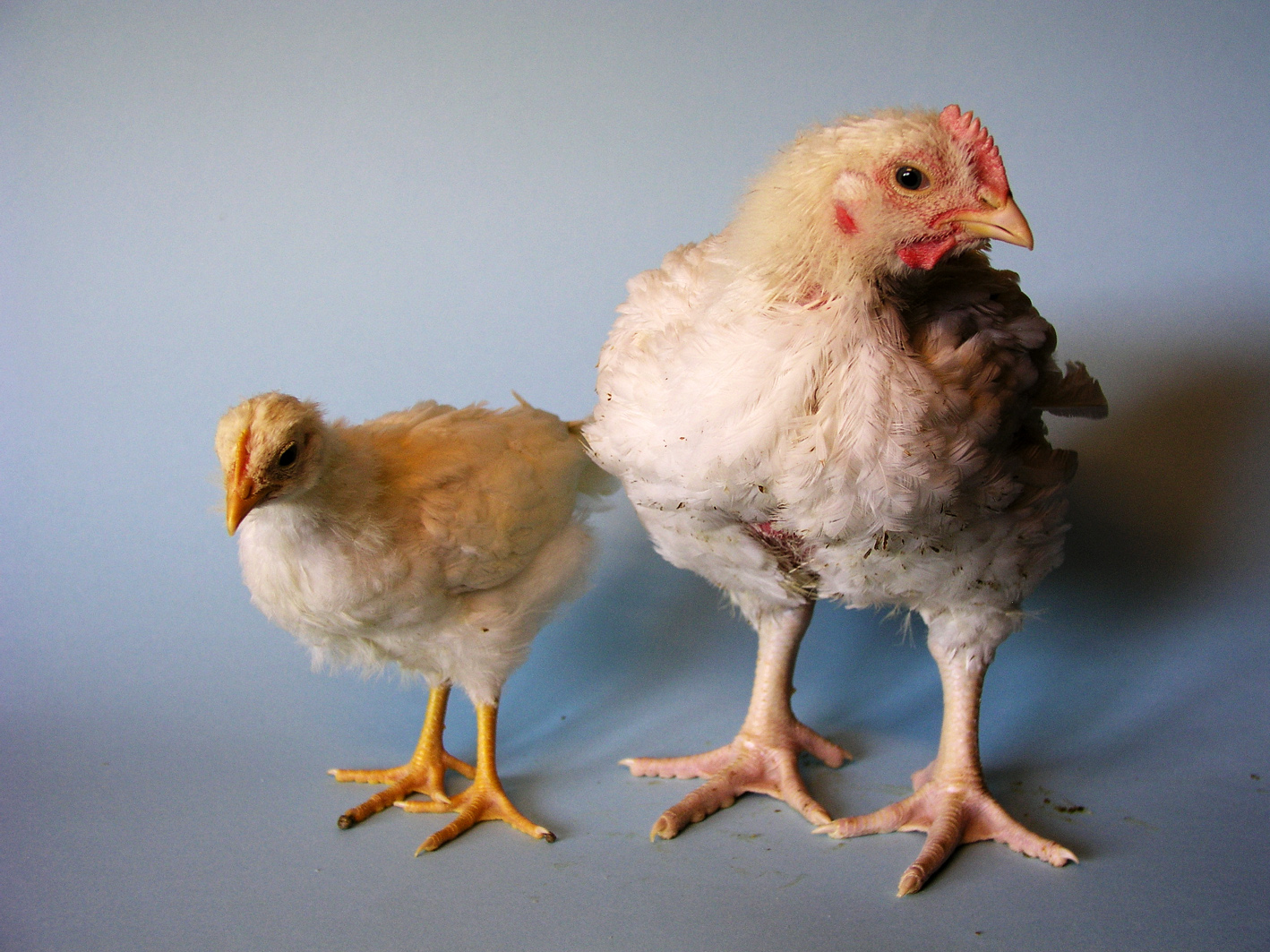
29. Tag
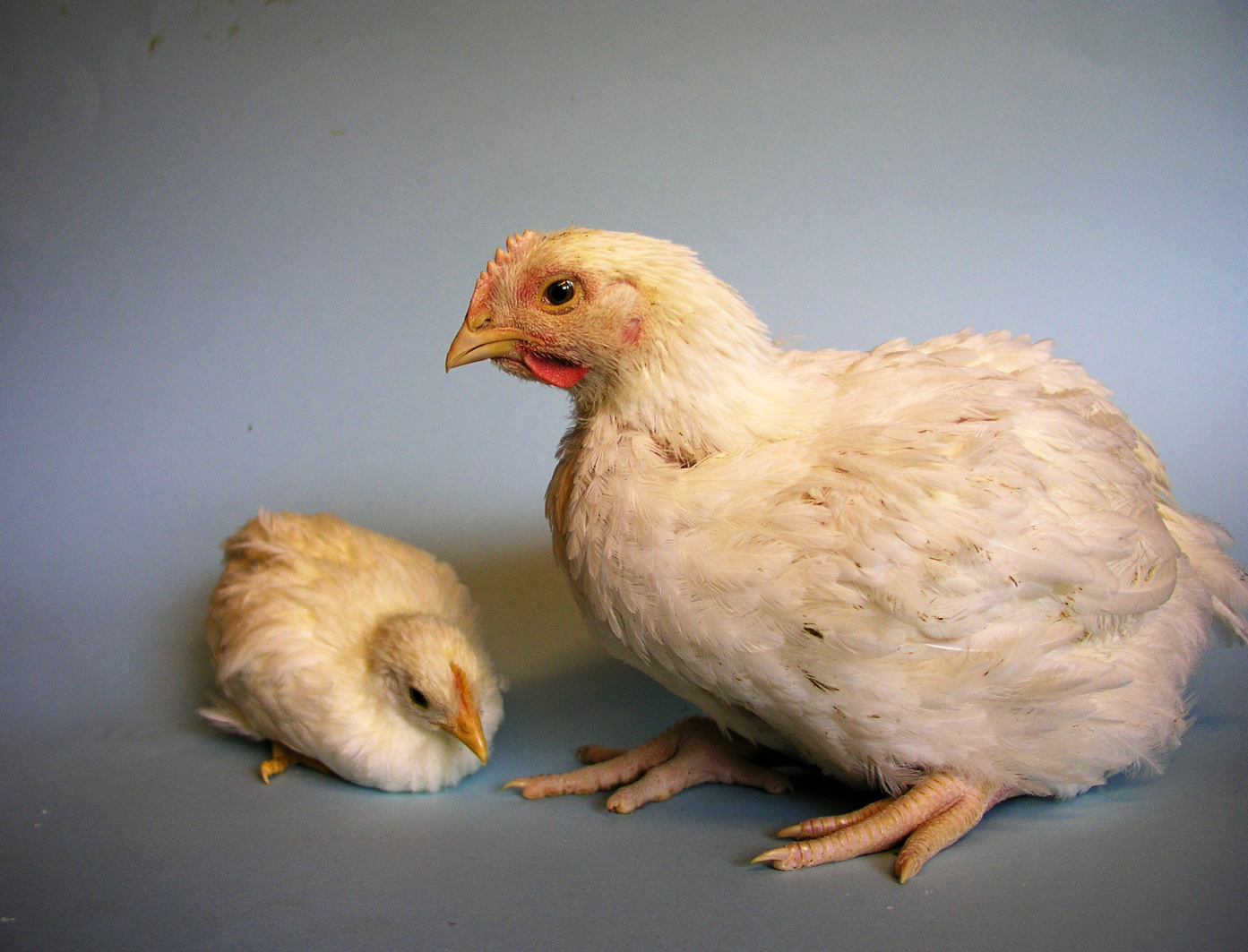
34. Tag

## Sonstiges

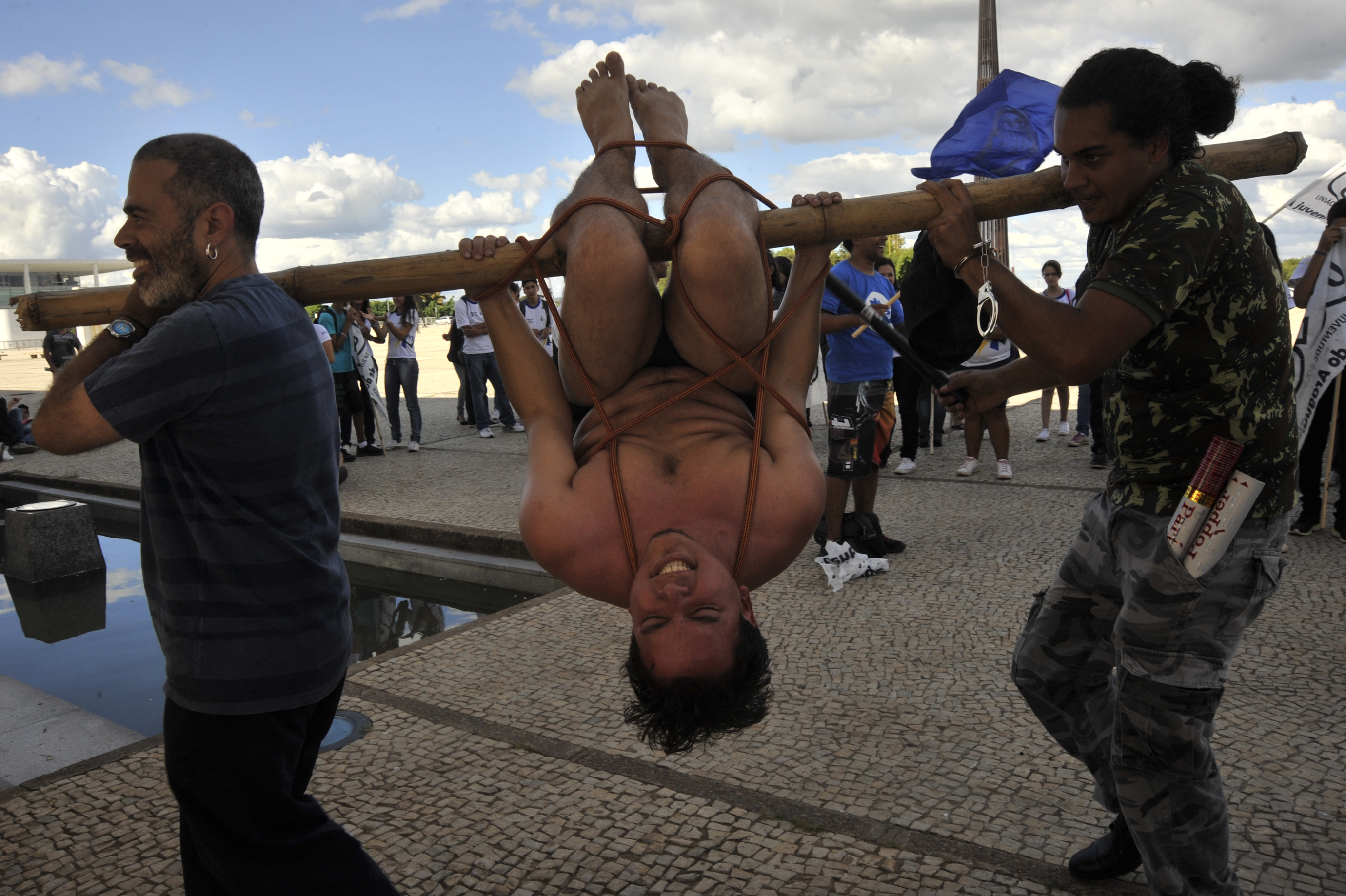
Nachstellung einer „Papageienschaukel“ bei Studentenprotesten in Brasilien (2012)

Brathähnchen ist auch eine zeitgenössische ironisierende und verharmlosende Bezeichnung des Folterinstruments „Papageienschaukel“.